# 82-мм миномёты семейства БМ
82-мм миномёты семейства БМ — ряд советских 82-мм миномётов, созданных в 1933—1943 годах и применявшихся преимущественно (но не только) в стрелковых войсках в батальонном звене в качестве артиллерийской поддержки.

## Разработка
Разработка гладкоствольного миномёта для Красной Армии была начата группой «Д» ГДЛ (с начала 1933 года группа и лаборатория входили в состав Артиллерийского НИИ), которую возглавил артиллерийский инженер Н. А. Доровлёв, в декабре 1927 года.
На основании исследований, сравнительных испытаний различных конструктивных схем и после изучения советскими военными специалистами 81-мм миномётов Стокса-Брандта, захваченных в ходе боевых действий на КВЖД в 1929 году было принято решение о создании 82-мм миномёта.
Выбор нестандартного калибра Доровлёв обосновывал тем, что мины 81-мм миномётов иностранных армий могли быть использованы при стрельбе из советских миномётов, в то время как 82-мм отечественные артиллерийские мины не были пригодны для стрельбы из миномётов иностранных армий. В советское время эта мотивировка являлась общепринятой, но в 2000 году российский оружеевед А. Б. Широкорад выдвинул версию, что скорее всего это было связано либо с боязнью конструкторов возможности заклинивания мин в каналах миномётов, либо было решено округлить диаметр ствола с 81,4 мм до 82 мм для упрощения производства. Тем не менее — официальную советскую версию тоже нельзя сбрасывать со счёта хотя бы потому, что руководствуясь именно выдвинутыми в ней соображениями в Израиле в начале 1950-х гг. тоже был выпущен (компанией Soltam) лёгкий миномёт нестандартного (52 мм вместо принятых в этом подклассе 51,2 или 50 мм) калибра.
В 1931 году были проведены первые сравнительные испытания одного образца 82-мм миномёта и шести образцов батальонных мортир. Выяснилось, что миномёт имел ряд дефектов, но показал себя лучше испытанных мортир. Было принято решение о дальнейшем совершенствовании конструкции миномёта. 29 ноября 1931 года рабочие чертежи 82-мм миномёта были отправлены Н. А. Доровлёвым в Артиллерийское управление РККА.
7 января 1932 года заводу «Красный Октябрь» был дан заказ на изготовление пяти 82-мм миномётов, их полигонные испытания начались 17 июня 1933 года.
В 1934 году 82-мм миномёт был показан народному комиссару обороны с проведением боевых стрельб и был одобрен, в 1935 году он успешно выдержал полигонные войсковые испытания и в 1936 году принят на вооружение РККА как «82-мм батальонный миномёт обр. 1936 г.» (БМ-36).
Однако работы над конструкцией продолжались, в ленинградском СКБ-4 Б. И. Шавырина был разработан усовершенствованный вариант миномёта БМ-36. При сохранении первоначальной конструктивной схемы миномёта практически все его элементы были доработаны с учётом требований серийного производства. Основные тактико-технические данные обоих миномётов совпадали, но на новом миномёте была установлена опорная плита мембранного типа круглой формы конструкции Шавырина (в то время как у БМ-36 была опорная плита прямоугольной формы, у которой при стрельбе деформировались углы), масса нового миномёта составляла 56 кг — почти на 8 кг меньше, а высота ударника уменьшилась с 26 мм до 8 мм, был увеличен ход амортизатора. Миномёт Шавырина был проще в производстве и обеспечивал расчёту удобство при его обслуживании. После завершения испытаний постановлением Комитета обороны от 26 февраля 1939 года его приняли на вооружение под названием «82-мм батальонный миномёт обр. 1937 года» (БМ-37).
Оружие сочетало достаточную эффективность выстрела с возможностью переноски пехотинцами: миномёт в походном положении весил 61 кг и разбирался для переноски на три части — ствол (вес во вьюке — 19 кг), двунога (20 кг) и опорная плита (22 кг). Скорострельность миномёта составляла до 25 выстрелов в минуту, причём опытный расчёт мог поразить цель с 3-4 выстрелов. Сравнительные испытания с 81-мм миномётом чехословацкого производства показали превосходство советского оружия.
Вместе с миномётом на вооружение РККА были приняты:
- три людских вьюка (для переноски миномёта расчётом в разобранном виде)[15];
- конский вьюк для кавалерийских и горнострелковых частей[15];
- лоток с тремя минами (массой 12 кг) и вьюк с двумя лотками (массой 26 кг) для переноски боеприпасов[15].
- прицел с футляром для транспортировки (масса прицела в футляре — 1,5 кг)

Кроме того, для переноски боеприпасов используют вьюк с тремя лотками (9 мин) массой 47 кг.

## Производство
Серийное производство 82-мм миномётов началось в 1936 году, однако готовые изделия в войска передавать не спешили (к 1 ноября 1936 года в РККА числились только 73 штуки), с 1937 года к их выпуску были привлечены заводы № 7, № 106 и № 393 и объёмы производства увеличились.
Сколько точно было собрано в 1936 году миномётов, неизвестно, но не менее 1500. Так, в Ведомости "Обеспеченность мобилизационного развертывания Красной Армии вооружением и боеприпасами к концу второй пятилетки" указано, что наличие на 1 января 1938 года составляет 3000 миномётов, со сноской: "Показано наличие с учетом выполнения плана промышленных поставок в 1937 г.". План 1937 года составлял 1500 штук, выпущено было 1587 единиц.
В 1938 году было выпущено 1188 штук, в 1939 году — 1665 штук, в 1940 году — 6983 штук.
Уже в начале 1939 года было отмечено возросшее значение миномётов в условиях войны в Испании. После оценки успешного опыта применения 82-мм миномётов в боях на Халхин-Голе, с начала 1940 года объёмы их выпуска увеличиваются — в соответствии с Постановлением ЦК ВКП(б) «Об увеличении производства миномётов и мин» от 30 января 1940. Тем не менее, в требуемых масштабах 82-мм миномёты армия начала получать только перед началом Великой Отечественной войны.
На 1 января 1941 года в ГАУ КА числились 12757 штук, из которых 879 требовали ремонта.
К началу Великой Отечественной войны в Красной Армии насчитывалось 14 200 шт. 82-мм миномётов, однако запас боеприпасов к 82-мм миномётам, имевшийся в войсках и на складах наркомата обороны к началу войны составлял 36 % от реального среднегодового расхода в годы Великой Отечественной войны. В течение войны штатное количество 82-мм миномётов в стрелковых полках РККА составляло 18 шт..
20 августа 1941 года ГКО СССР пересмотрел планы производства миномётов и постановил увеличить выпуск миномётов всех типов. Промышленности было предписано изготовить 8445 шт. 82-мм миномётов за период с начала сентября до конца декабря 1941 года.
Простая и технологичная конструкция миномёта позволила развернуть выпуск миномётов на целом ряде заводов. В ноябре 1941 года был создан наркомат миномётного вооружения СССР, в ведение которого были переданы вопросы производства всех видов миномётов.
Выпуск стволов к 82-мм батальонному миномёту после начала войны был освоен на заводе «Азовсталь» в Мариуполе. Позже выпуск 82-мм миномётов наладили в городе Красный Луч (от серийных они отличались более тяжёлой опорной плитой) — выпущенные в Красном Луче миномёты поступили на вооружение 383-й стрелковой дивизии РККА и использовались по меньшей мере до мая 1944 года
После начала осады Одессы, производство 82-мм миномётов было освоено на промышленных предприятиях Одессы (всего за период осады города было выпущено и передано в войска 225 шт. 82-мм миномётов).
Во время обороны Севастополя производство 82-мм миномётов было освоено на спецкомбинате № 1 (подземном заводе, размещённом в штольнях, вырубленных в прибрежных скалах у Северной бухты) и других промышленных предприятиях Севастополя. К весне 1942 года большинство 82-мм миномётов в войсках Севастопольского оборонительного района составляли 82-мм миномёты севастопольского производства.
Кроме того, выпуск 82-мм миномётов был освоен в осаждённом Ленинграде. Выпущенные миномёты использовались не только в войсках Ленинградского фронта, но и на других фронтах (в ноябре 1941 года 115 шт. 82-мм миномётов были переданы из Ленинграда в Москву и использовались в ходе битвы под Москвой, ещё 40 шт. были переданы в войска Волховского фронта).
Во время обороны Тулы по решению городского комитета обороны выпуск миномёта освоил Тульский машиностроительный завод, в качестве образца 18 ноября 1941 года был взят серийный миномёт 154-й стрелковой дивизии РККА, с которого сняли эскизы. 27 ноября 1941 года был изготовлен предсерийный образец (со стволом из гидравлической трубы подходящего диаметра), в дальнейшем заводом были изготовлены ещё 36 стандартных серийных миномётов.
Непродолжительное время 82-мм батальонные миномёты выпускал эвакуированный в Омск ленинградский радиотелеграфный завод имени Козицкого, восстановивший работу на новом месте под наименованием «завод № 210» в августе 1941 года. 22 октября 1941 года в войска была отправлена первая партия изготовленных заводом 82-мм миномётов, но уже к началу 1942 года завод перешёл на выпуск танковых радиостанций.
На заводе ЗиС выпуск 82-мм миномётов составлял до 100 шт. в сутки (при этом инженеры КБ ЗиС усовершенствовали конструкцию, снизив массу и стоимость производства миномёта). С октября 1941 до марта 1943 года 82-мм миномёты серийно выпускал Красноярский паровозовагоноремонтный завод.
На предприятиях местной промышленности республик Закавказья (Грузии, Армении и Азербайджана) во время Великой Отечественной войны было выпущено ещё 688 шт. 82-мм миномётов всех типов.
11 апреля 1942 года Государственный Комитет Обороны принял постановление о создании единой опытно-конструкторской организации для совершенствования конструкции существующих миномётов и разработки новых образцов миномётного вооружения. На основании данного постановления, в Коломне на территории завода № 4 создано Специальное конструкторское бюро гладкоствольной артиллерии, в состав которого вошли специалисты СКБ НИИ-13 и миномётной группы конструкторов завода № 7. СКБ в короткие сроки провело модернизацию 82-мм миномёта.
В 1943 году насыщение войск миномётами крупных калибров позволило прекратить выпуск 50-мм миномётов и уменьшить производство 82-мм миномётов.
| Полугодие             | I/1941 | II/1941 | I/1942 | II/1942 | I/1943 | II/1943 | I/1944 | II/1944 | По апрель 1945 | Всего в 1945 | Всего           |
| --------------------- | ------ | ------- | ------ | ------- | ------ | ------- | ------ | ------- | -------------- | ------------ | --------------- |
| 82-мм БМ всех моделей | 1767   | 16549   | 45264  | 54917   | 28324  | 6758    | 1338   | 1551    | 1001           | Около 1750*  | Не менее 158200 |

*Примерно. Указывается 25% от уровня выпуска 1940 года (6983).
Производство минометов было прекращено в августе - сентябре 1945 года. Максимума производства удалось достичь в июле 1942 года - 10212 единиц. Всего с 1936 по 1945 годы было выпущено более 171 000 батальонных минометов.
После окончания войны 82-мм миномёты состояли на вооружении армий ряда социалистических государств.
В начале 1970-х годов миномёт был снят с вооружения Советской армии и заменён на новые, облегчённые по весу 82-мм миномёты 2Б14 «Поднос» обр. 1981 г..
Тем не менее, отмечены случаи применения миномётов этого типа (со складов мобилизационного резерва) в конфликтах на постсоветском пространстве (в частности, в чеченской войне).

## Боеприпасы

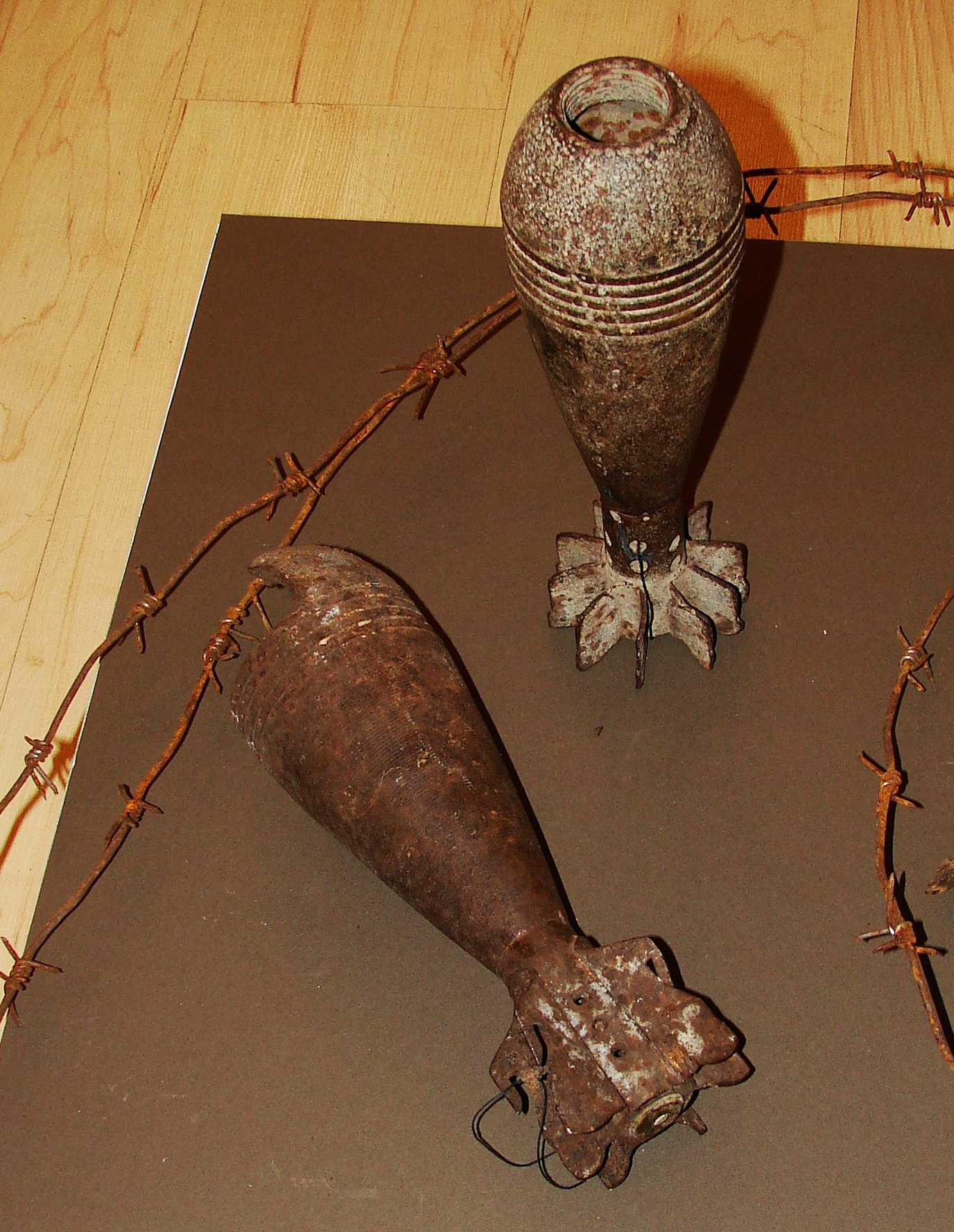
Корпуса шестипёрой и десятипёрой мины

Для стрельбы из 82-мм миномёта применялись осколочно-фугасные, осколочные шестипёрые и десятипёрые мины и дымовые шестипёрые мины, а также агитационная мина.
- 82-мм осколочная шестипёрая мина О-832 весила 3,31 кг (снаряжённая дополнительными зарядами — 3,4 кг) и несла 400 грамм взрывчатки. Взрыв мины давал 400—600 осколков, обеспечивавших поражение живой силы в радиусе шестидесяти метров от места разрыва.
- 82-мм осколочная десятипёрая мина О-832Д также весила 3,31 кг (снаряжённая дополнительными зарядами — 3,4 кг) и несла 400 грамм взрывчатки.
- 82-мм дымовая шестипёрая мина Д-832 весила 3,67 кг.
- 82-мм агитационная мина А-832 весила 4,6 кг.

Корпус 82-мм артиллерийских мин довоенного производства отливали из чугуна с использованием модельно-стержневой оснастки, однако после начала Великой Отечественной войны возникла необходимость увеличения производства мин и их изготовления на неспециализированных предприятиях. В 1942 году была разработана технология дополнительной механической обработки головной и хвостовой частей литого корпуса 82-мм миномётной мины с помощью копиров, установленных на многорезцовых станках.
На практике, в ходе Великой Отечественной войны из миномёта вели огонь не только штатными 82-мм советскими, но и трофейными 81-мм немецкими, а также поставлявшимися по ленд-лизу 81-мм американскими минами (требовалось лишь составить таблицы с поправкой к данным прицела).
В ходе войны во Вьетнаме было отмечено, что миномётные расчёты НФОЮВ успешно вели огонь из 82-мм миномётов обр.1937 года советского производства и миномётов «тип 53» китайского производства трофейными миномётными минами к 81-мм миномётам производства США.

## Представители семейства миномётов БМ

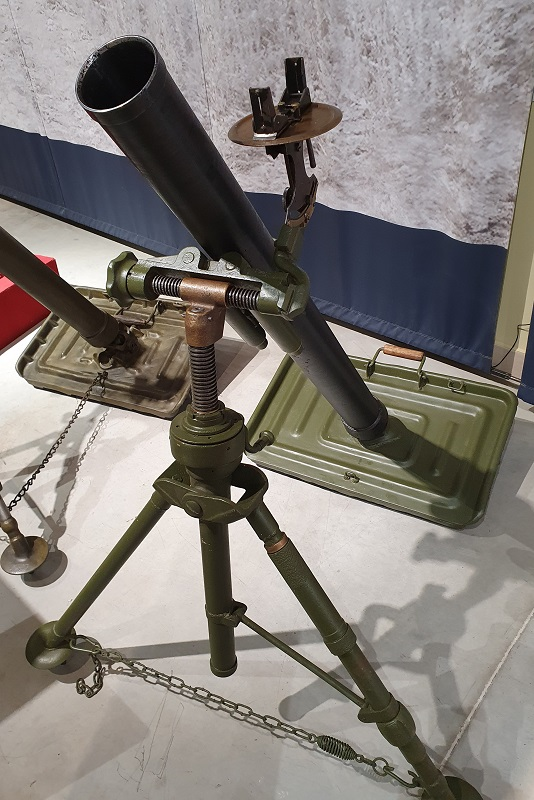
82-мм батальонный миномет образца 1936 г. (БМ-36) в Музее отечественной военной истории

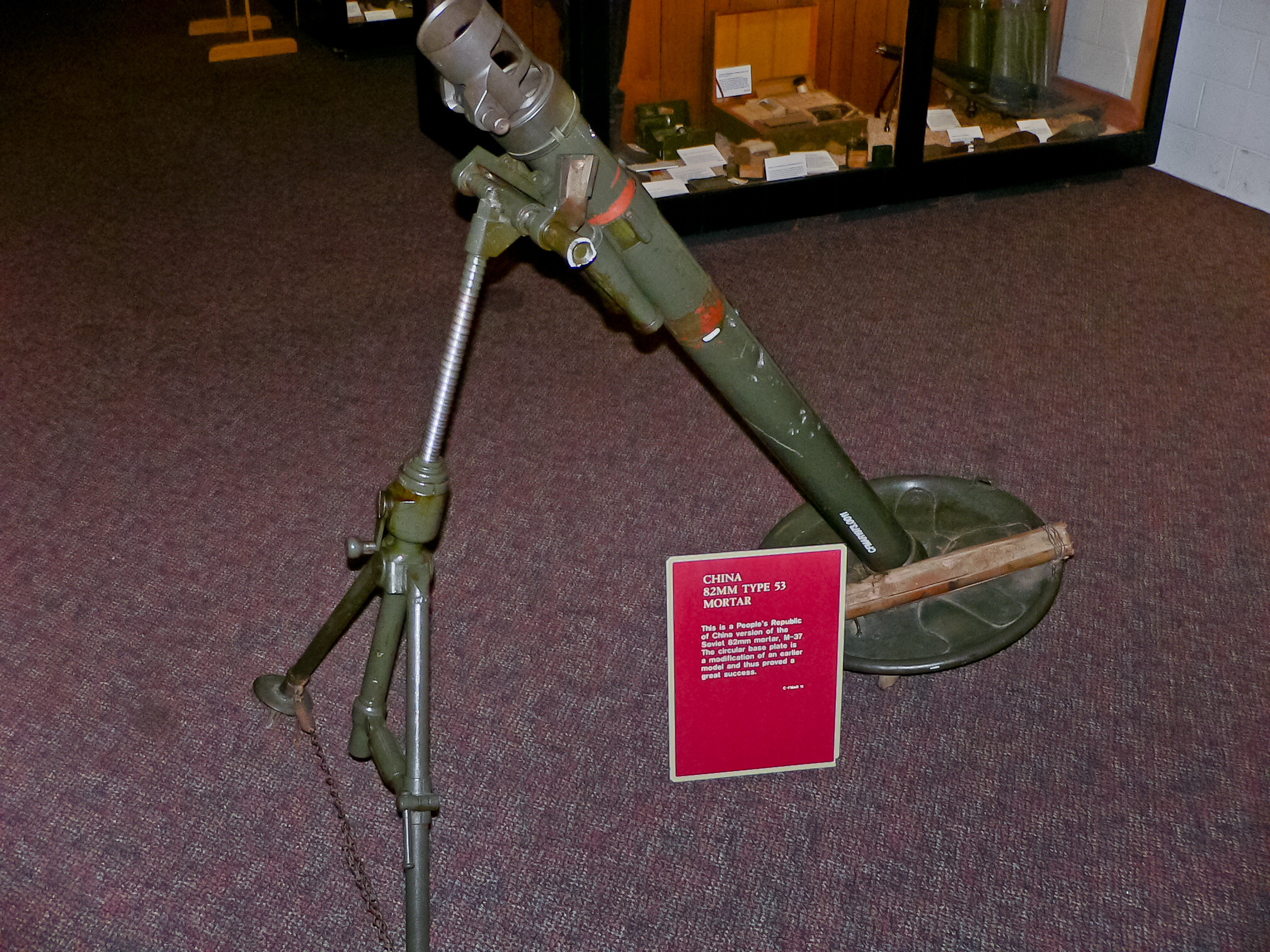
китайский миномёт «Тип 53»

СССР — выпускался в нескольких модификациях, поскольку в процессе серийного производства (1935—1943 гг.) в конструкцию 82-мм миномётов были внесены многочисленные изменения, направленные на повышение технологичности изготовления и эксплуатационно-боевых качеств:
82-мм батальонный миномёт образца 1936 года (БМ-36) — с опорной плитой прямоугольной формы, масса 67,7 кг;
82-мм батальонный миномёт образца 1937 года (индекс ГАУ 52-М-832Ш; БМ-37) — с круглой опорной плитой, масса 56 кг, трудоёмкость изготовления — 182 станкочаса. Стоимость одного 82-мм миномёта обр. 1937 г. с вьюками и лотками для мин и комплектом ЗИП в укладочных ящиках в 1939 году составляла 6750 рублей;
82-мм упрощённый миномёт образца 1941 года (индекс ГАУ 52-М-832М; БМ-41) — отличался от обр. 1937 г. наличием отделяемого колёсного хода, опорной плитой арочной конструкции (по типу 120-мм миномёта), а также двуногой иной конструкции. Колёса надевались на полуоси ног двуноги и при стрельбе снимались. Масса 52 кг, трудоёмкость изготовления — 86 станкочасов, но в связи с ухудшением тактико-технических характеристик (в ходе эксплуатации были выявлены ухудшение устойчивости и как следствие — ухудшение кучности стрельбы в сравнении с миномётами обр. 1937 года довоенного выпуска) работы по доработке конструкции были продолжены;
82-мм батальонный миномёт образца 1943 года (индекс ГАУ 52-М-832С; БМ-43) — дальнейшая модификация обр. 1941 г. В ходе модернизации была изменена конструкция двуноги, колёс и крепления прицела;
 Китай — 82-мм миномёт «тип 53» (Type 53);
 Египет — 82-мм миномёт «Хелван М-69» (Helwan M-69);
 Ирак — 82-мм миномёт «82-мм Аль-Джалиль» (82 мм Al Jaleel);
 Грузия — выпускается под наименованием 82-мм миномёт GM-82.

## Оценка
|                                    | ML 3 inch Mark II           | 8-cm s.G.W.34       | Тип 92              | БМ-37                                     | 81-мм Mle 1927 M32  | 81-мм миномёт M1                      |
| ---------------------------------- | --------------------------- | ------------------- | ------------------- | ----------------------------------------- | ------------------- | ------------------------------------- |
| Страна                             | Великобритания              | Нацистская Германия | Япония              | Союз Советских Социалистических Республик | /                   | Соединённые Штаты Америки             |
| Назначение и тип                   | Батальонный миномёт         | Батальонный миномёт | Батальонная гаубица | Батальонный миномёт                       | Батальонный миномёт | Батальонный миномёт                   |
| Калибр, мм/длина ствола, клб       | 81,2/16                     | 81,4/14             | 70/10,3             | 82/14,8                                   | 81,4/14,6           | 81,4/14,6                             |
| Масса в боевом положении, кг       | 50,8                        | 57                  | 212                 | 56                                        | 61,7                | 61,7                                  |
| Максимальная дальность стрельбы, м | 1460 (Mk.II) 2560 (Mk.IILR) | 2400                | 2788                | 3040                                      | 2850 (FA Mle 1932)  | 3010 (M43) 2064 (M45)                 |
| Минимальная дальность стрельбы, м  | 114                         | 60                  | >100                | 100                                       | 100                 | 183 (M43A1 Light)                     |
| Максимальный угол ВН, °            | 80                          | 87                  | 75                  | 85                                        | 85                  | 80                                    |
| Угол горизонтального наведения, °  | 11                          | 15                  | 45                  | 6                                         | 8                   | 8                                     |
| Масса осколочно-фугасной мины, кг  | 4,53                        | 3,5                 | 3,76                | 3,31                                      | 3,34 (FA Mle 1932)  | 3,11 (M43A1 Light) 4,82 (M45B1 Heavy) |

## Дополнительная информация
- Первое боевое применение 82-мм миномётов состоялось в ходе пограничного конфликта у озера Хасан в августе 1938 года (12 миномётов обр. 1936 г. из состава 32-й стрелковой дивизии)[2], второе их боевое применение РККА (более известное и часто ошибочно полагаемое первым) — на реке Халхин-Гол. Всего за период боёв здесь 52 миномёта (10 % стволов полевой артиллерии задействованной группировки РККА) выпустили 46,6 тыс. мин (7 % от общего количества артиллерийских мин и артиллерийских снарядов, выпущенных частями РККА)[48]. Впрочем, применению советских миномётов на Халхин-Голе предшествовало использование их испанскими республиканцами в ходе Национально-Революционной войны испанского народа 1936—1939 гг. За период по 3 февраля 1939 года испанские республиканцы получили из СССР до 340 миномётов, но информация об их боевом применении в Испании в русскоязычных источниках отсутствует[3][4], как и в испанских, хотя там учтены поштучно даже пять 37-мм траншейных пушек Розенберга образца 1915 года, сделанных в России в Первую мировую, и затем поставленные в Испанию в октябре и ноябре 1936 года, и один 250-мм миномёт Эрхард, захваченный Россией у немцев также в Первую мировую, и затем поставленный в Испанию[49][50][51][52].
- В ходе боёв на Крымском перешейке в октябре 1941 года, в качестве подвижного огневого резерва бойцы 106-й стрелковой дивизии РККА применили 82-мм миномёты, установленные на автомашинах. «Миномёты устанавливали в кузовах автомашин ЗИС, подкладывая под них для амортизации во время перевозок и стрельбы старые автомобильные покрышки. Покрышки намертво крепились как ко дну кузова, так и к самим миномётам… Это новшество было рождено практической необходимостью и оно оправдало себя в тяжёлых оборонительных боях»[53]. Летом 1942 года в Ленинграде был построен и направлен на испытания ещё один самоходный 82-мм миномёт, установленный в бронемашине на базе ГАЗ-ММ[54]. В ноябре 1942 был изготовлен один самоходный миномёт ЗИС-БМ-82М (82-мм батальонный миномёт на шасси полугусеничного вездехода ЗИС-42), который был направлен на фронт для испытаний в боевой обстановке — эксплуатация выявила недостаточную прочность шасси и эксперимент был прекращён[55]. Весной 1944 года в 5-й гвардейской мотострелковой бригаде РККА было разработано приспособление для 82-мм батальонного миномёта, которое устанавливалось в кузов тяжёлого грузовика и обеспечивало возможность ведения стрельбы из автомашины. После успешного завершения полигонных испытаний, устройство было разрешено к использованию в войсках[56].
- Кроме того, в ходе Великой Отечественной войны для повышения мобильности 82-мм миномёта для мотоциклетных подразделений РККА было выпущено ограниченное количество миномётов, установленных на мотоциклы с коляской М-72[57] (миномёт крепили на место коляски, но стрельба из миномёта была возможна только с места, после установки на землю опорной плиты)[58].
- В ходе обороны Севастополя командир 2-й миномётной роты миномётного батальона 31-го стрелкового полка 25-й Чапаевской стрелковой дивизии лейтенант В. П. Симонок (впоследствии — Герой Советского Союза) прямым попаданием из 82-мм миномёта сбил низколетящий немецкий самолёт[59].
- 2 октября 1942 года командир отделения 1-й миномётной роты миномётного батальона 41-го стрелкового полка 84-й стрелковой дивизии РККА сержант П. П. Калинин в боях у деревни Ерзовка Сталинградского района Сталинградской области РСФСР прямым попаданием из 82-мм миномёта сбил низколетящий немецкий самолёт «фокке-вульф».
- Военнослужащими кубинских спецподразделений был разработан способ стрельбы из 82-мм миномёта без использования опорной плиты, с упором ствола в землю[60].

## Страны-эксплуатанты
- Алжир — 150 по состоянию на 2018 год[61]
- Бангладеш — 366 М-1937/Type-53/Type-87 по состоянию на 2018 год[62]
- Камбоджа — некоторое количество по состоянию на 2018 год[63]
- Китай — некоторое количество М-37/Type-53 по состоянию на 2018 год[64]
- КНДР —  некоторое количество по состоянию на 2018 год[65]
- Конго — некоторое количество М1937, по состоянию на 2021 год[66]
- Кот-д’Ивуар — 10 по состоянию на 2018 год[67]
- Мадагаскар — 8 обр.1937 / обр.1943[68] по состоянию на 2018 год[69]
- Молдавия — 75 БМ-37 по состоянию на 2018 год[70]
- Мьянма — некоторое количество M-37/Type-53 по состоянию на 2018 год[71]
- Сирия
  - Демократические силы Сирии — 82 БМ-37/М-1938 по состоянию на 2018 год[72]
- Эфиопия — некоторое количество М-1937 по состоянию на 2018 год[73]

### Статус не известен
- Азербайджан
- Армения
- Грузия
- Таджикистан
- Украина — до весны 2014 года на хранении[74][75], с весны 2014 года — на вооружении[1]
- Испания
- Финляндия — трофейные миномёты обр. 1937 года были приняты на вооружение финской армии под наименованием 82 Krh/37, трофейные 82-мм миномёты обр. 1941 года — под наименованием 82 Krh/41
- Монголия
- Чехия
- Словакия
- Польша — в 1943 году 82-мм миномёты получила 1-я польская пехотная дивизия имени Тадеуша Костюшко, а позднее — и другие польские части. К концу войны, в мае 1945 года 846 из 2424 миномётов, находившихся на вооружении польской армии составляли советские 82-мм миномёты[76]
- Румыния — первые 83 шт. 82-мм миномётов поступили на вооружение 1-й румынской добровольческой пехотной дивизии имени Тудора Владимиреску в 1943 году[77]. Всего до 1 июля 1945 года румынская армия получила их 166 шт.[78]
- Сербия
- Черногория
- Словения
- Хорватия
- Босния и Герцеговина
- Северная Македония
- Албания — первые 120 миномётов были получены из СССР в 1945 году[79]
- Венгрия
- Болгария
- Ангола
- Афганистан
- Вьетнам — западными источниками отмечено применение этих миномётов НФОЮВ уже во время наступления Тет в 1968 году[80]. В дальнейшем технологии производства 82-мм батальонного миномёта и боеприпасов к нему были получены ДРВ из КНР[81].
- Лаос[82]
- Гана
- Гвинея-Бисау
- Кабо-Верде
- Гренада
- Египет
- Зимбабве
- Индонезия
- Ирак
- Йемен
- Демократическая Республика Конго
- Куба — после победы Кубинской революции 1959 года поставлялись из СССР для Революционных Вооружённых Сил Республики Куба
- Ливан
- Ливия
- Мали
- Мозамбик
- Намибия
- Непал
- Никарагуа
- Ливия
- Руанда
- Сейшельские Острова — по состоянию на начало 2011 года, 8 шт. миномётов обр. 1943 года[83]
- Сомали
- Южный Судан
- Танзания
- Уганда
- Чад
- Эритрея

### Бывшие
- СССР
- Нацистская Германия — трофейные миномёты использовались вермахтом и поступали на вооружение охранно-полицейских формирований на оккупированной территории СССР. Миномёты обр. 1936 года использовались под наименованием 8,2 cm Granatwerfer 274/1 (r), миномёты обр. 1937 года — под наименованием 8,2 cm Granatwerfer 274/2 (r), миномёты обр. 1941 года — под наименованием 8,2 cm Granatwerfer 274/3 (r)[84]
- Чехословакия — первые 9 шт. поступили на вооружение 1-го чехословацкого отдельного пехотного батальона в 1942 году, позднее их получили другие чехословацкие части
- Югославия
- Сербия и Черногория
- ФРГ — в 1990—1994 гг. в составе войск территориального командования «Восток» бундесвера, в которое была переформирована после объединения Германии бывшая ННА ГДР
- ГДР — с 1951 года поступал на вооружение подразделений казарменной народной полиции, в дальнейшем находился на вооружении Национальной народной армии под наименованием 82-mm Granatwerfer Modell 37/41. По состоянию на 1990 год на вооружении ННА оставалось 325 шт. миномётов этого типа[85]. Для перевозки миномёта использовался грузовик LO 1800A.
- ОАР
- Йеменская Арабская Республика
- Южный Йемен

Бывшие непризнанные
- ТНР
- ЧРИ
- Демократическая Республика Азербайджан
- Мехабадская республика
- Восточно-Туркестанская Революционная республика
- Республика Сербская Краина

## Изображения

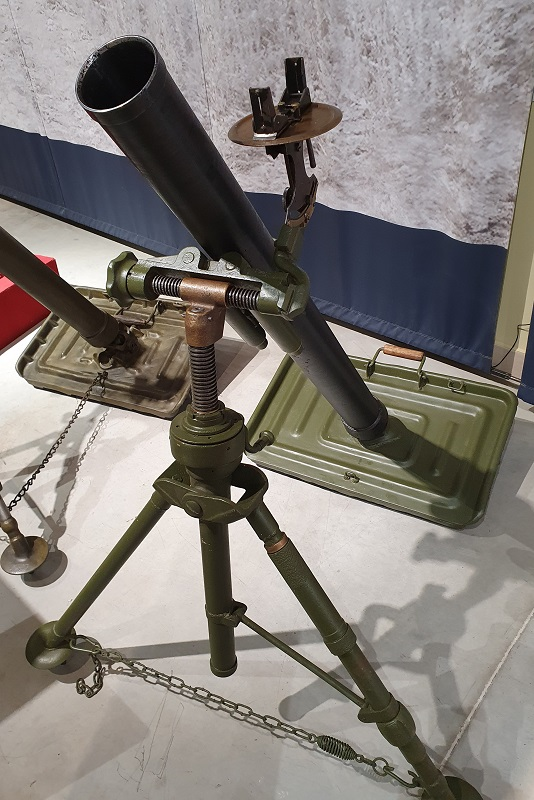
82-мм батальонный миномет образца 1936 г. (БМ-36)
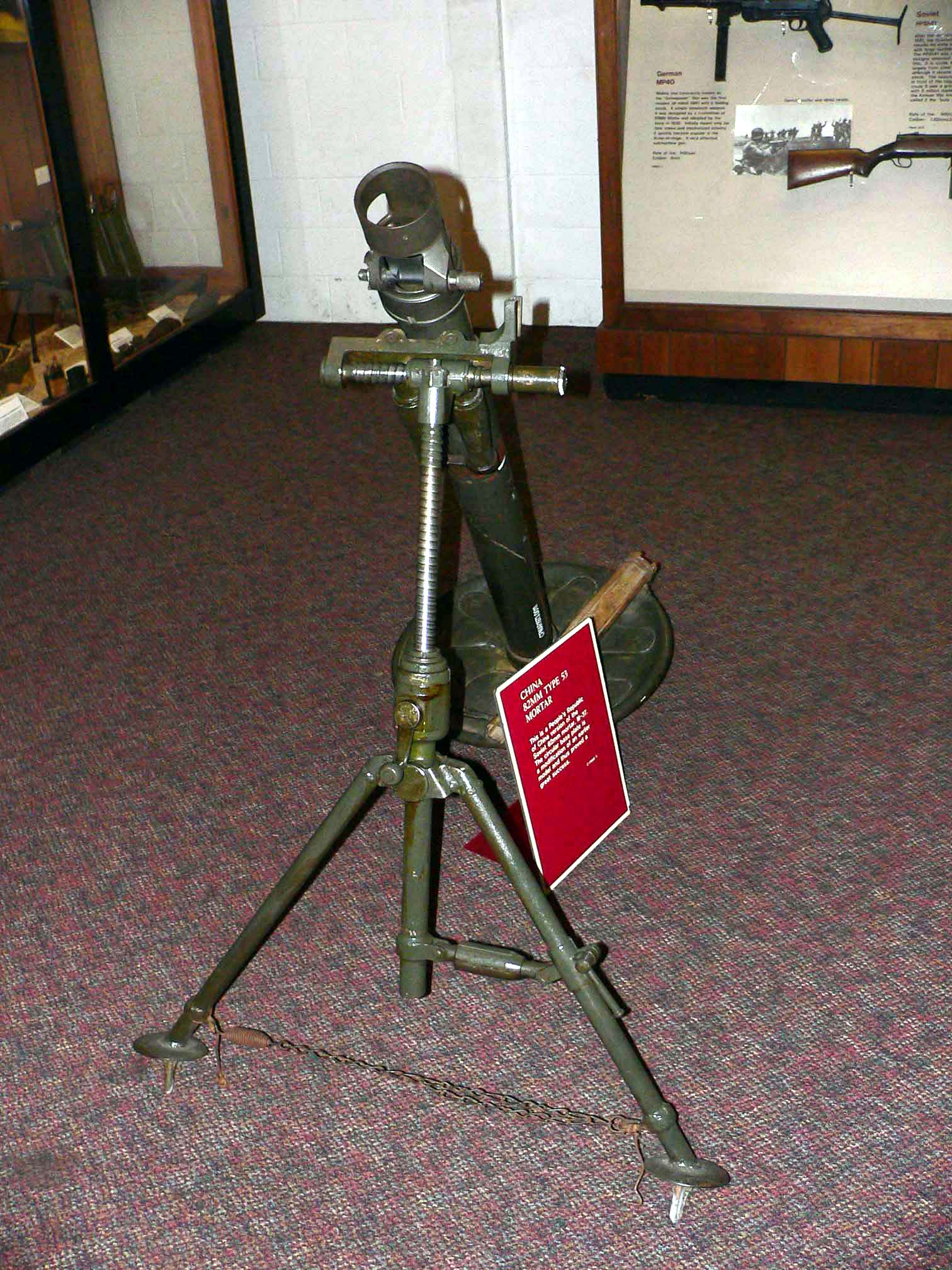
82-мм миномёт "тип 53"
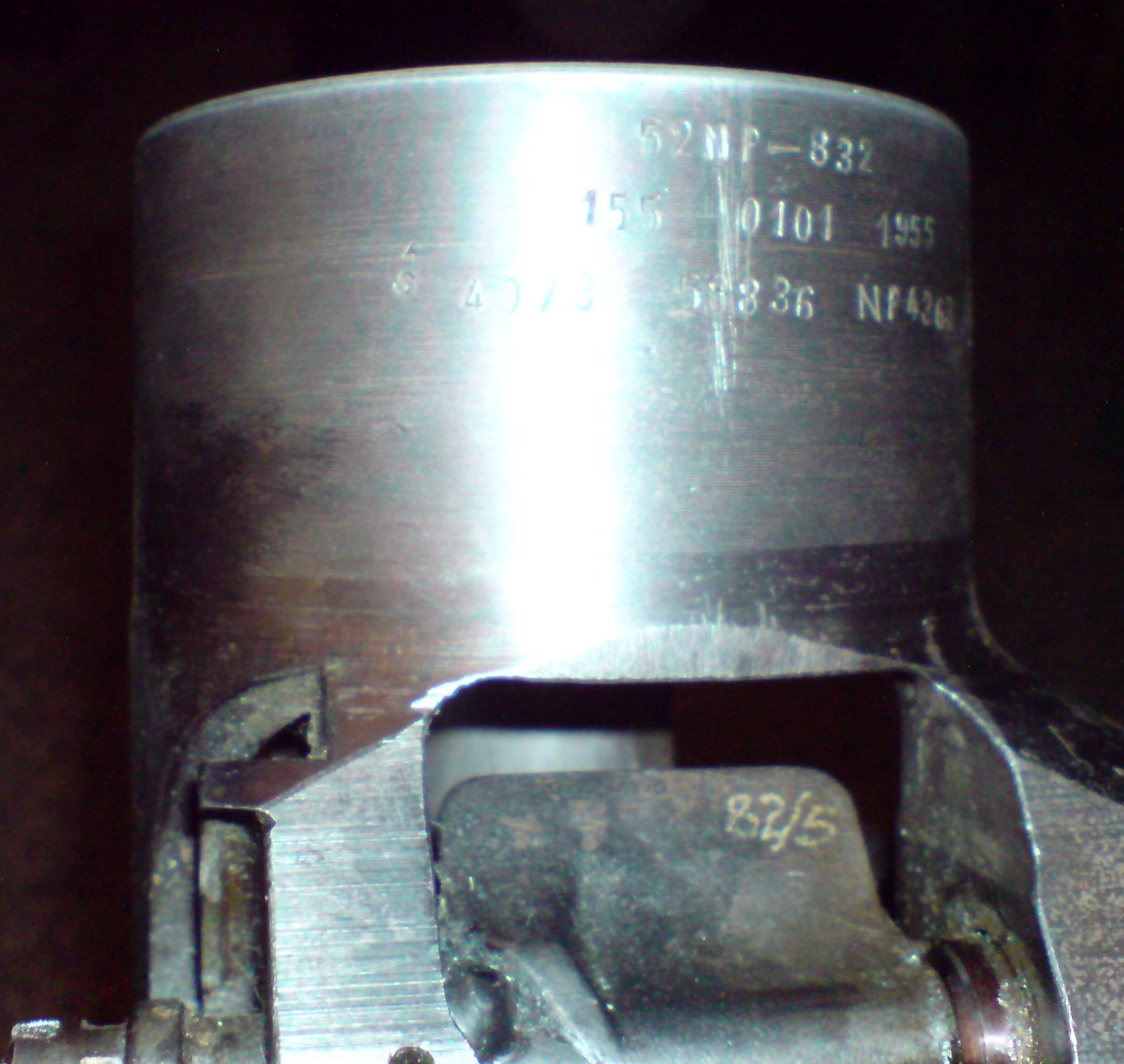
Маркировка на стволе миномёта БМ-37 польского производства
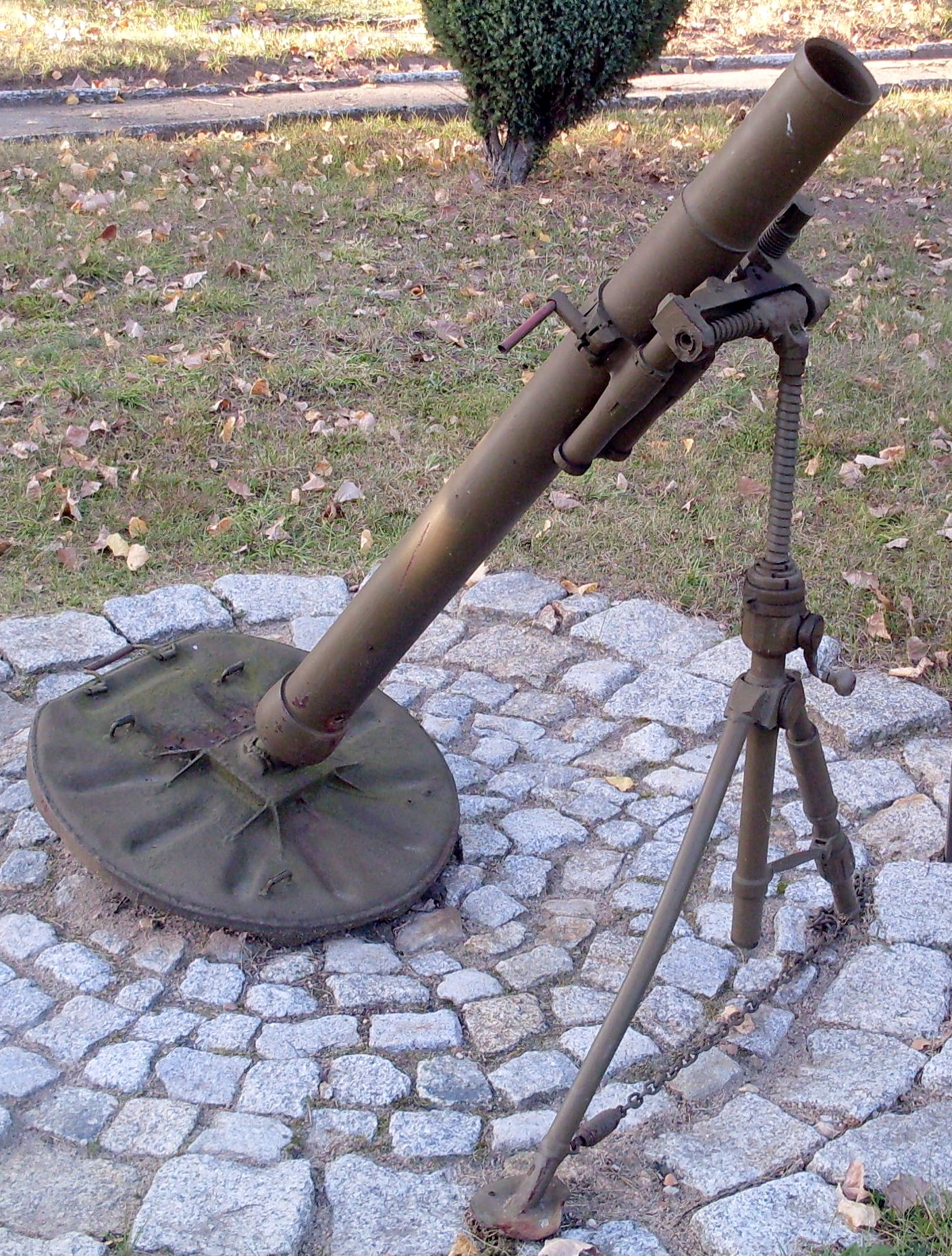
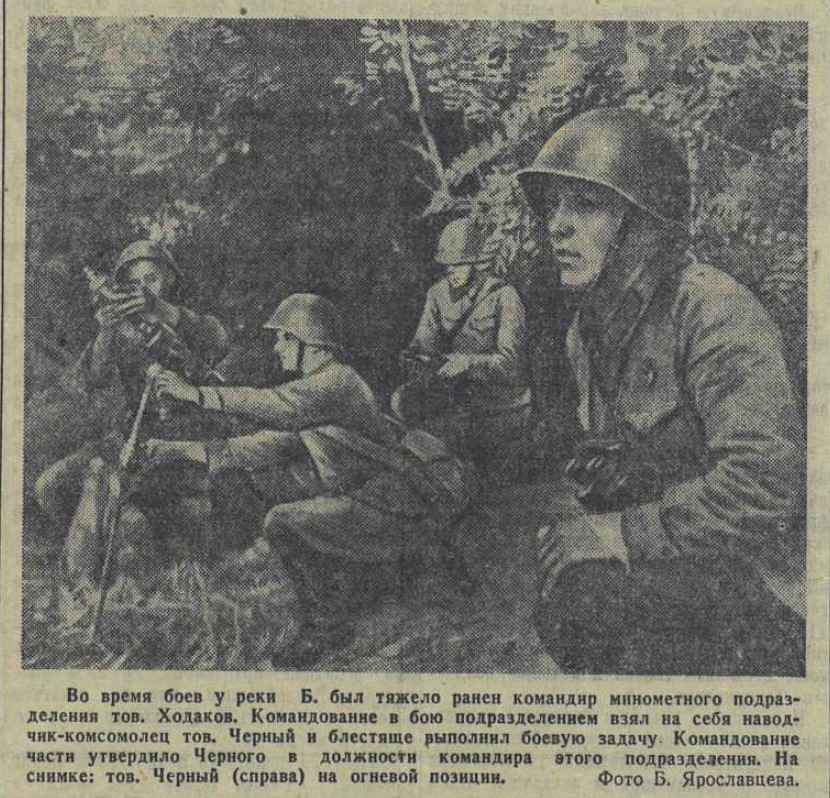
Тов. Чёрный на огневой позиции. 3 октября 1941 г.
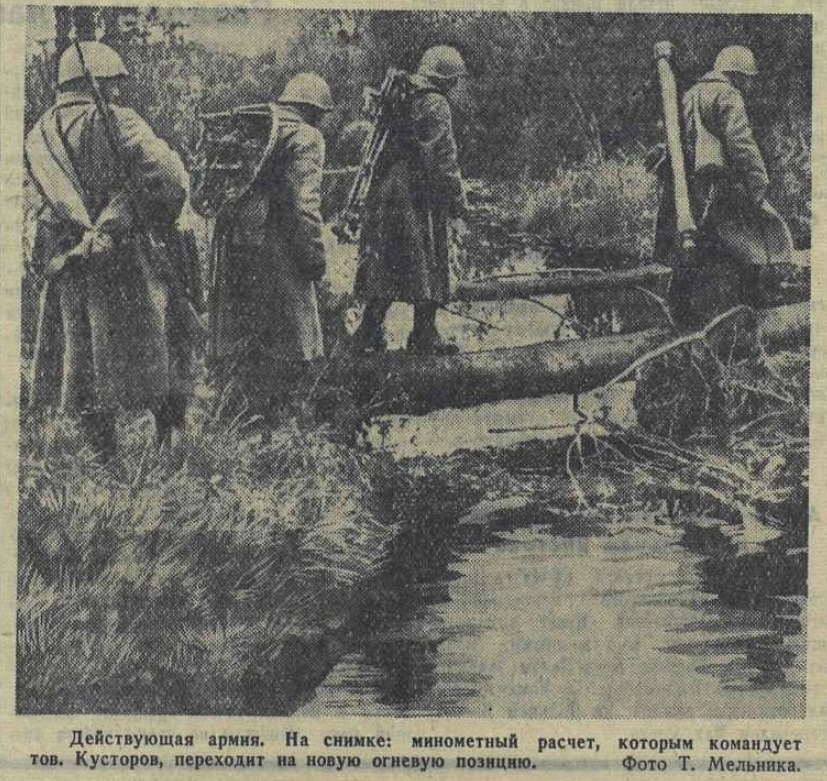
Миномётный расчёт, которым командует тов. Кусторов, переходит на новую огневую позицию. 7 октября 1941 г.
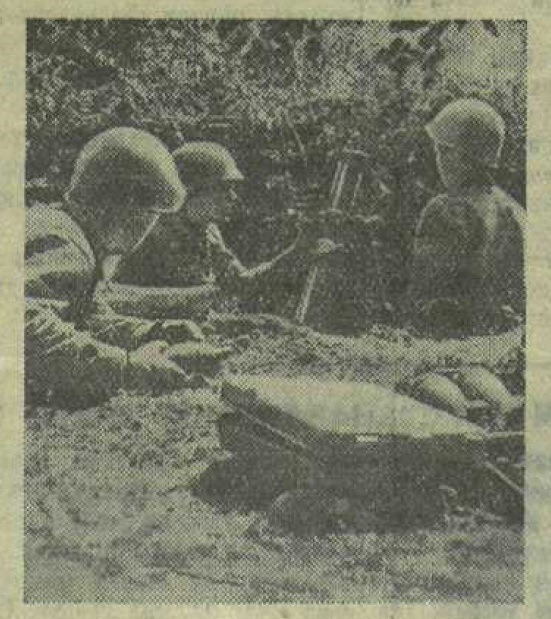
Миномётчики поддерживают наступление пехоты. 31 июля 1941 г.

## Где можно увидеть
- Россия — Музей отечественной военной истории в деревне Падиково Истринского района Московской области.
- Россия — Музейный комплекс УГМК, г. Верхняя Пышма, Свердловская область.